# Kanton Bolívar (Manabí)
Der Kanton Bolívar befindet sich in der Provinz Manabí im Westen von Ecuador. Er besitzt eine Fläche von 538 km². Im Jahr 2022 lag die Einwohnerzahl bei rund 41.800. Verwaltungssitz des Kantons ist die Kleinstadt Calceta mit 17.632 Einwohnern (Stand 2010).

## Lage
Der Kanton Bolívar liegt zentral in der Provinz Manabí. Das Gebiet befindet sich an der Westflanke der Cordillera Costanera. Der Hauptort Calceta liegt 40 km nordöstlich der Provinzhauptstadt Portoviejo. Der Río Carrizal, ein linker Nebenfluss des Río Chone, entwässert das Areal nach Nordwesten. Der Río Carrizal wird 10 km östlich von Calceta von der Talsperre La Esperanza aufgestaut. Calceta liegt an der Fernstraße E384 (Portoviejo–Chone).
Der Kanton Bolívar grenzt im Osten an den Kanton Pichincha, im Süden an den Kanton Portoviejo, im Südwesten an den Kanton Junín, im Nordwesten an den Kanton Tosagua sowie im Norden an den Kanton Chone.

## Verwaltungsgliederung
Der Kanton Bolívar ist in die Parroquia urbana („städtisches Kirchspiel“)
- Calceta

und in die Parroquias rurales („ländliches Kirchspiel“)
- Membrillo
- Quiroga

gegliedert.

## Geschichte
Der Kanton Bolívar wurde am 13. Oktober 1913 eingerichtet. Namensgebend für den Kanton war Simón Bolívar.
Entwicklung der Einwohnerzahl im Kanton Bolívar bei landesweiten Volkszählungen zum jeweiligen Gebietsstand:
| Jahr                    | Einwohner | +/-     |
| ----------------------- | --------- | ------- |
| 1950                    | 39.484    | –       |
| 1962                    | 40.005    | 1,3 %   |
| 1974                    | 55.231    | 38,1 %  |
| 1982                    | 58.371    | 5,7 %   |
| 1990                    | 37.580    | −35,6 % |
| 2001                    | 35.627    | −5,2 %  |
| 2010                    | 40.735    | 14,3 %  |
| 2022                    | 41.827    | 2,7 %   |
| Datenherkunft: Wikidata |           |         |